# Hajime Sugiyama
Pour les articles homonymes, voir Sugiyama.
Hajime Sugiyama (杉山 元, Sugiyama Hajime, 1er janvier 1880-12 septembre 1945) était un maréchal qui a servi successivement comme chef de l'état-major de l'armée, et comme ministre de la Guerre dans l'armée impériale japonaise pendant la Seconde Guerre mondiale entre 1937 et 1944. Comme ministre de guerre en 1937, il était l'un des principaux partisans de la seconde guerre sino-japonaise. Plus tard, comme chef de l'État Major de l'armée entre 1940 et 1944, il fut également partisan de l'expansion dans l'Asie du Sud-Est et de la guerre préventive contre les États-Unis.

## Biographie
Né en 1880 dans une ancienne famille samouraï de Kokura (maintenant une partie de la ville de Kitakyushu), préfecture de Fukuoka, Sugiyama a été commissionné en tant que Lieutenant dans l'infanterie, en 1901, après avoir été diplômé de la 12e classe de l'académie de l'armée impériale japonaise, et a servi dans la guerre russo-japonaise.
Après avoir reçu un diplôme de la 22e classe de l'école de l'État-Major d'armée, en 1910, et avoir servi au sein de l'état-major de l'armée impériale japonaise, Sugiyama s'est signalé en tant qu'attaché militaire aux Philippines et à Singapour, en 1912. Promu major en 1913, il a été signalé encore en tant qu'attaché militaire vers l'Inde britannique en 1915. Pendant ce temps, il a également visité l'Allemagne, et s'est informé sur l'utilisation des avions pendant la Première Guerre mondiale.
À son retour, Sugiyama a été promu lieutenant-colonel, et commandant du 2e bataillon aérien en décembre 1918. Il était un partisan de l'aviation militaire, et après sa promotion au rang de colonel en 1921, il est devenu le premier chef du service aérien de l'armée impériale japonaise en 1922.
En mai 1925, Sugiyama est devenu général de brigade. En août, il est devenu vice-ministre de la guerre et général de division. Il est retourné au commandement du service aérien agrandi de l'armée impériale japonaise en mars 1933. Sugiyama a été promu général de corps d'armée en novembre 1936.

## Carrière politique
Bien que jamais élu à une fonction politique, Sugiyama est considéré comme un politicien nationaliste. Il a commencé dans le parti de Toseiha, menée par Kazushige Ugaki, avec Kuniaki Koiso, Yoshijiro Umezu, Tetsuzan Nagata, et Hideki Tojo. Ils se sont opposés au parti radical de la faction de la voie impériale de Sadao Araki. Plus tard les deux partis se sont réunis dans le parti impérial, et Sugiyama est devenu l'un de ses chefs idéologiques.

### Seconde guerre sino-japonaise
Peu de temps après l'incident du 26 février, Sugiyama est devenu ministre de la guerre. Sous sa direction, la situation entre les forces japonaises au Mandchoukouo et la Chine s'envenima rapidement, surtout après l'incident du pont Marco-Polo et l'invasion de la province du Shanxi.
Sugiyama a brièvement commandé l'armée japonaise en Chine et l'armée japonaise de garnison de Mongolie en décembre 1938.

### Seconde Guerre mondiale

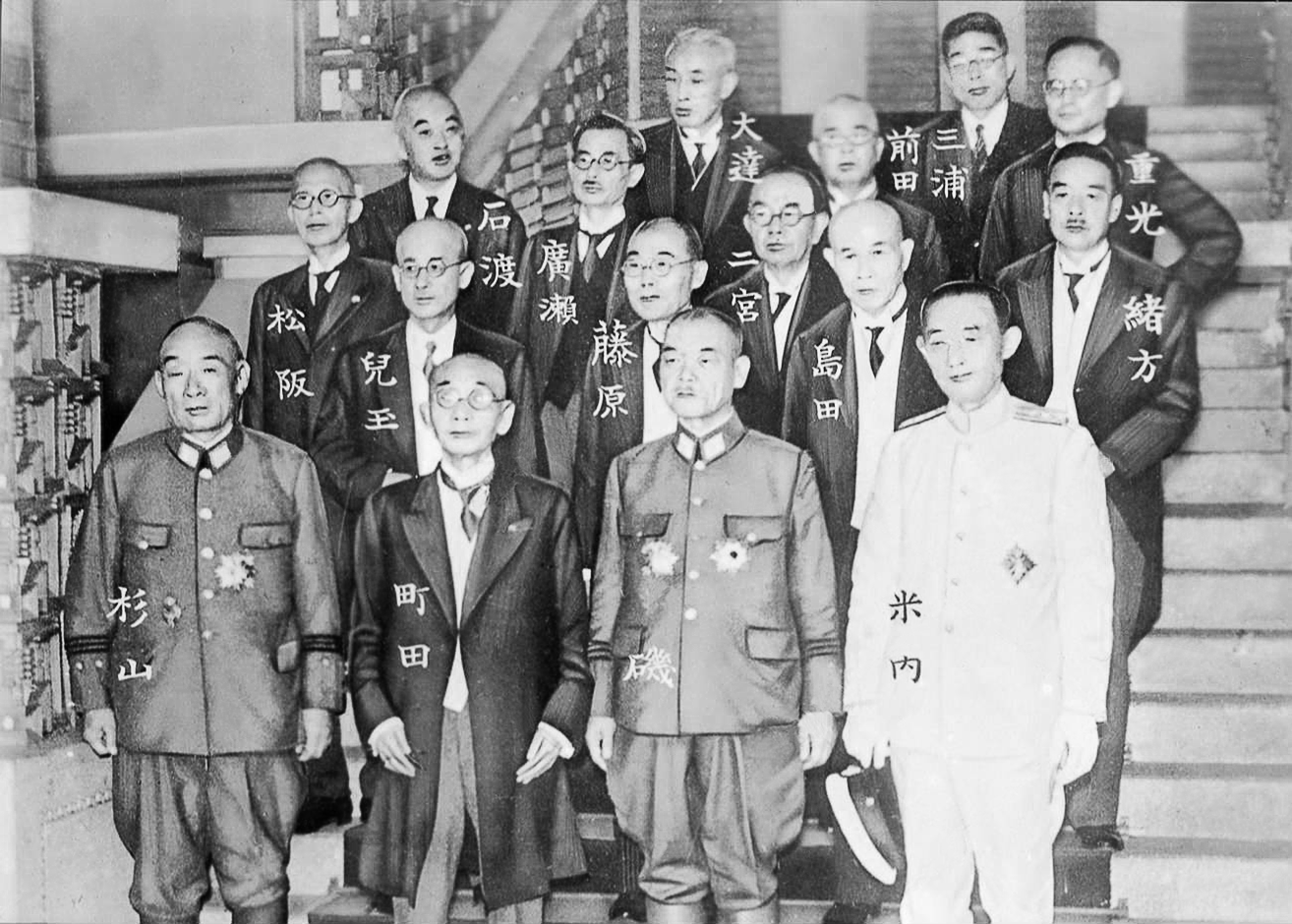
Sugiyama (premier en bas à gauche), ministre de l'Armée au sein du cabinet de Kuniaki Koiso (troisième en bas à partir de la gauche, avec Mitsumasa Yonai, ministre de la Marine (quatrième en bas)

À son retour au Japon, Sugiyama a été brièvement nommé à la tête du Sanctuaire de Yasukuni en 1939. Le 3 septembre 1940, il a succédé au vieux prince Kotohito Kan'in comme chef de l'état-major de l'armée impériale japonaise. Il était l'un des principaux officiers militaires favorable à la guerre contre l'Occident. Cependant, le 5 septembre 1941, à la veille de la guerre contre les États-Unis, la Grande-Bretagne et les Pays-Bas, il fut sévèrement réprimandé par Hirohito pour avoir prédit à tort, à l'été 1937, que l'invasion japonaise de la Chine serait accomplie en trois mois, et qu'il y aurait une victoire rapide sur les puissances occidentales.
Sugiyama s'est vu attribuer le rang honorifique de maréchal en 1943. Tandis que les lignes de fronts s'effondraient de tous les côtés, Sugiyama était relevé de sa charge de chef de l'état-major le 21 février 1944, par le général Hideki Tojo (qui continuait de servir comme premier ministre).
Sugiyama a été nommé inspecteur général de l'entraînement militaire, qui était l'une des positions les plus prestigieuses dans l'armée. Après l'éviction de Tojo en 1944, Sugiyama est encore devenu ministre de la guerre. En juillet 1945, il a été invité à prendre le commandement de la première armée générale, chargée de la défense du Japon contre l'invasion alliée prévue.
Dix jours après la signature des Actes de capitulation du Japon, après les préparatifs pour la dissolution finale de l'armée impériale japonaise, comme ordonné par les puissances alliées victorieuses, Sugiyama s'est suicidé en se tirant quatre fois dans la poitrine avec son revolver tandis qu'il était assis dans son bureau. À la maison, son épouse s'est également tuée. Sa tombe est au cimetière de Tama, à Fuchū, Tokyo.